# Mariana in Corsica

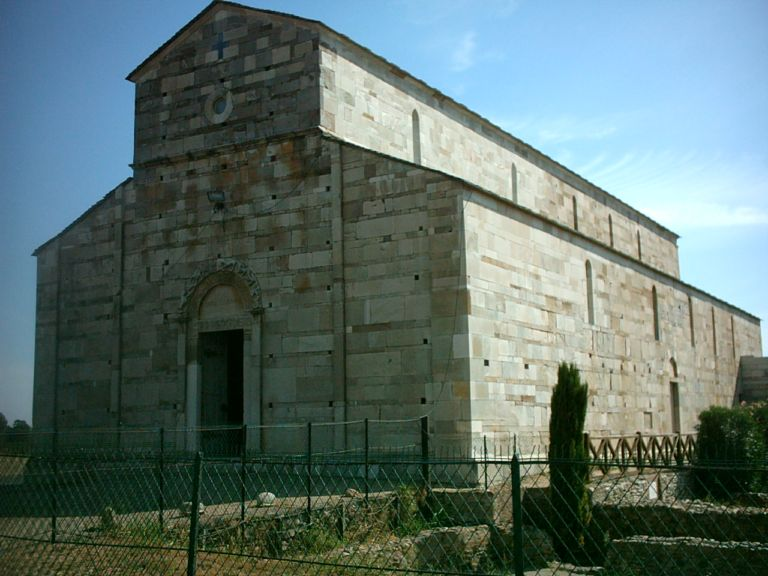
Dawna katedra diecezjalna

Mariana in Corsica (łac. Marianensis in Insula Corsica) – stolica historycznej diecezji we Francji erygowanej w V wieku, a włączonej w 1801 w skład diecezja Ajaccio. 
Współcześnie ruiny Mariany znajdują się w pobliżu miasta Lucciana znajduje się w regionie Korsyka we Francji. Obecnie katolickie biskupstwo tytularne ustanowione w 2002 przez papieża Jana Pawła II. 

## Biskupi tytularni
| Lp. | Biskup           | Funkcja                            | Od              | Do               |
| --- | ---------------- | ---------------------------------- | --------------- | ---------------- |
| 1   | Giacomo Lanzetti | biskup pomocniczy Turynu           | 21 czerwca 2002 | 29 września 2006 |
| 2   | Paolo De Nicolò  | regent Prefektury Domu Papieskiego | 24 maja 2008    |                  |